# Politična legitimnost
Politična legitimnost pomeni sprejemanje oblasti, običajno zakonodaje ali režima. Oblast pomeni specifični položaj v vzpostavljeni vladi, legitimnost pa pomeni sistem vladanja, pri čemer vladanje pomeni »sfero vpliva«. Politična legitimnost se šteje za osnovni pogoj za vladanje, brez katere bi vlada zašla v zakonodajni zastoj in bi končno padla. Politični sistemi, v katerih ni tako, delujejo, ker jih šteje za legitimne vplivna elita. V moralni filozofiji se izraz legitimnost pogosto pozitivno interpretira kot normativni status, ki ga vladano ljudstvo daje ustanovam, uradom in ukrepom vladajočih na podlagi prepričanja, da gre za izvajanje oblasti zakonito ustanovljene vlade.
Britanski razsvetljenski filozof John Locke (1632–1704) je dejal, da politična legitimnost izhaja iz eksplicitnega in implicitnega soglasja vladanega: »Argument [Druge] Razprave je, da oblast ni legitimna, razen če se izvaja s soglasjem vladanega.« Nemški politični filozof Dolf Sternberger je dejal, da je »[l]egitimnost temelj oblasti, ki jo izvaja oblast, tako z zavedanjem s strani vlade, da ima pravico vladati, kot s priznavanjem te pravice s strani vladanega«. Ameriški politični sociolog Seymour Martin Lipset je dejal, da legitimnost »vključuje [tudi]sposobnost političnega sisteema, da zagotavlja in ohranja prepričanje, da so obstoječe politične ustanove najustreznejše in najprimernejše za družbo.« Ameriški politolog Robert A. Dahl je legitimnost razlagal kot rezervoar: Dokler je raven vode zadostna, se ohranja politična stabilnost; če pade pod določeno raven, pa je politična legitimnost ogrožena.